# Hydrometra stagnorum
Espèce
Hydrometra stagnorum est une espèce d'insectes hémiptères du sous-ordre des hétéroptères (punaises). C'est la plus fréquente des deux espèces d'hydromètres pouvant être observée en France. 

## Description
- corps grêle, taille: 1 à 2 cm
- ses yeux ne sont pas situés à l'extrémité de sa très longue tête, mais au milieu.
- 6 longues pattes, y compris les 2 antérieures (contrairement aux Gerris).
- ailes souvent vestigiales, parfois bien développées[1].

## Écologie
Cet hydromètre se rencontre à la surface des plans d'eau douce stagnante ou à courant très faible.
Comme le Gerris lacustris, il évolue en marchant sur l'eau sans se mouiller les pattes (cf. superhydrophobie) et s'y nourrit de minuscules insectes, mais il peut très bien se déplacer et chasser sur la terre ferme, les roches et les berges environnantes.

## Espèce proche
Hydrometra gracilenta Horvath, beaucoup plus rare, est un peu plus petit ; sa tête est en outre plutôt pointue alors que celle de H stagnorum est tronquée. Enfin, la distance entre les yeux et l'extrémité avant de la tête est de 1,5 fois celle qui sépare les yeux du thorax, alors qu'elle est deux fois cette distance chez H stagnorum. 